# Caribbean Club Shield
La Caribbean Club Shield, també anomenada CFU Club Shield o CONCACAF Caribbean Club Shield, és una competició anual per a clubs del Carib organitzada per la Caribbean Football Union (CFU) i la CONCACAF. És la segona competició en importància de la regió per darrere del Campionat de clubs de la CFU, introduïda el 2018.
El campió d'aquesta competició disputa una eliminatòria amb el quart classificat del Campionat de clubs de la CFU per una plaça a la CONCACAF League.
Amb motiu de l'expansió de la CONCACAF Champions League la temporada 2023-24, aquesta competició disputarà la seva darrera edició el 2022.
Resum dels principals campionats de la CONCACAF de clubs:
| Continentals | Continentals                                                                                        | Continentals                                                                                    |
| --- | --------------------------------------------------------------------------------------------------- | ----------------------------------------------------------------------------------------------- |
| Campionat de la CCCF (1959-1961) Lliga/Copa de Campions (1962-avui) Recopa de la CONCACAF (1991-1998) Copa Gegants de la CONCACAF (2001) | |                                                                                                 |
| Amèrica del Nord | Amèrica Central                                                                                     | Carib                                                                                           |
| Superlliga Nord-americana (2007-2010) Campeones Cup (2018-avui) Leagues Cup (2019-avui)                                                  | Copa Interclubs UNCAF (1971-2007) Lliga de la CONCACAF (2017-2022) Copa Centreamericana (2023-avui) | Campionat de clubs CFU (1997-2022) Caribbean Club Shield (2018-avui) Copa del Carib (2023-avui) |

## Historial
Font:
| Temporada | Seu                  | Campió                                   | Resultat                                 | Finalista                                | Tercer                                   | Resultat                                 | Quart                                    |
| --------- | -------------------- | ---------------------------------------- | ---------------------------------------- | ---------------------------------------- | ---------------------------------------- | ---------------------------------------- | ---------------------------------------- |
| 2018      | República Dominicana | Club Franciscain                         | 2-1                                      | Inter Moengotapoe                        | Real Rincon                              | 3-1                                      | Nacional                                 |
| 2019      | Curaçao              | Robinhood                                | 1-0                                      | Club Franciscain                         | Weymouth Wales i Jong Holland            | Weymouth Wales i Jong Holland            | Weymouth Wales i Jong Holland            |
| 2020      | Curaçao              | Cancel·lada per la pandèmia del COVID-19 | Cancel·lada per la pandèmia del COVID-19 | Cancel·lada per la pandèmia del COVID-19 | Cancel·lada per la pandèmia del COVID-19 | Cancel·lada per la pandèmia del COVID-19 | Cancel·lada per la pandèmia del COVID-19 |
| 2021      | Curaçao              | Cancel·lada per la pandèmia del COVID-19 | Cancel·lada per la pandèmia del COVID-19 | Cancel·lada per la pandèmia del COVID-19 | Cancel·lada per la pandèmia del COVID-19 | Cancel·lada per la pandèmia del COVID-19 | Cancel·lada per la pandèmia del COVID-19 |
| 2022      | Puerto Rico          | Bayamón FC                               | 2–1 (prò.)                               | Inter Moengotapoe                        | AS Gosier                                | 2–0                                      | Jong Holland                             |
| 2023      | Saint Kitts i Nevis  | Robinhood                                | 5–1                                      | Golden Lion                              | Club Sando                               | 6–1                                      | Metropolitan                             |
| 2024      | Curaçao              | Arnett Gardens                           | 1–0                                      | Grenades                                 | Atlético Pantoja                         | 1–1 (9–8 p)                              | Dublanc                                  |